# Leonardo Soto
Leonardo Enrique Soto Ferrada (San Bernardo, 15 de mayo de 1966) abogado y político chileno, miembro del Partido Socialista (PS). Fue concejal de la comuna de San Bernardo durante dos periodos consecutivos desde 2004 hasta 2012. Luego, se desempeñó como diputado de la República en representación del antiguo distrito n° 30 (correspondiente a las comunas Buin, Calera de Tango, Paine y San Bernardo) de la Región Metropolitana de Santiago, entre 2014 y 2018. Desde marzo de 2018 ejerce el mismo cargo pero en representación del nuevo distrito n° 14 (Alhué, Buin, Calera de Tango, Curacaví, El Monte, Isla de Maipo, María Pinto, Melipilla, Padre Hurtado, Paine, Peñaflor, San Bernardo, San Pedro y Talagante), período legislativo 2018-2022.

## Familia, estudios y vida laboral
Nació en San Bernardo el 15 de mayo de 1966, hijo de César Soto Henríquez y Trinidad Nelly Ferrada Sarmiento. Está casado con Karin Valeria Poblete Rebolledo y padre de dos hijos: Gabriela y Gonzalo.
Cursó la educación básica en la Escuela Municipal N.º 5 de San Bernardo. En el año 1983 egresó de enseñanza media del Liceo de Aplicación, en Santiago. Luego realizó estudios superiores, cursando la carrera de derecho en la Facultad de Ciencias Jurídicas y Sociales de la Universidad de Chile, titulándose de abogado el 29 de septiembre de 1997.
Siendo estudiante de derecho, colaboró en la Corporación de Promoción y Defensa de los Derechos del Pueblo (Codepu). Una vez egresado de la universidad, se dedicó a ejercicio libre de su profesión, especializándose en temáticas laborales.

## Trayectoria política
Ingresó a militar en el Partido Socialista de Chile, en 1984. En 2001 fue elegido como presidente provincial Maipo del PS.

### Concejal
En las Elecciones municipales de 2004, fue elegido como concejal de la comuna santiaguina de San Bernardo, por el periodo 2004-2008.
En las elecciones municipales de 2008 se presentó a la reelección, manteniendo su cargo de concejal para periodo 2008-2012. Ese mismo año integró el Comité Central del Partido Socialista.
En las elecciones municipales de  2012, postuló como candidato a la alcaldía de San Bernardo, ocasión en la que logró 25.667 votos, equivalentes a un 38.92% de apoyo, pero no resultó electo.
A nivel partidista, en 2012, fue elegido como presidente regional Metropolitano de su partido, con la primera mayoría regional.

### Diputado
En las elecciones primarias del Partido Socialista, realizadas en agosto del año 2013, ganó el cupo para ser candidato por su colectividad en el entonces distrito n° 30, de la Región Metropolitana de Santiago. En las elecciones parlamentarias de noviembre de ese año, resultó electo como diputado por dicho distrito, por el periodo 2014-2018. En ese periodo fue miembro de la Comisión Permanete de Seguridad Ciudadana; y de Constitución, Legislación y Justicia, siendo su presidente desde el 17 de marzo de 2015.
En las elecciones parlamentarias de noviembre de 2017, fue reelecto como diputado, pero esta vez en representación del nuevo distrito n° 14, de la Región Metropolitana, dentro del pacto «La Fuerza de la Mayoría», por el período legislativo 2018-2022, al obtener 22.170 votos, equivalentes a un 7,31% del total de sufragios válidamente emitidos. Asumió el 11 de marzo de 2018 y pasó a integrar las comisiones permanentes de Zonas Extremas y Antártica Chilena, y de Constitución, Legislación, Justicia y Reglamento. Forma además, parte del Comité del PS.

## Historial electoral

### Elecciones municipales de 2004
- Elecciones municipales de 2004, para concejales de San Bernardo[3]

### Elecciones municipales de 2008
- Elecciones municipales de 2008, para concejales de San Bernardo[4]

### Elecciones municipales de 2012
- Elecciones municipales de 2012, para la alcaldía de San Bernardo[5]

### Elecciones parlamentarias de 2013
- Elecciones parlamentarias de 2013, candidato a diputado por el distrito 30 (Buin, Calera de Tango, Paine y San Bernardo) [6]

### Elecciones parlamentarias de 2017
- Elecciones parlamentarias de 2017, candidato a diputado por el distrito 14 (Alhué, Buin, Calera de Tango, Curacaví, El Monte, Isla de Maipo, María Pinto, Melipilla, Padre Hurtado, Paine, Peñaflor, San Bernardo, San Pedro y Talagante)[7]

### Elecciones parlamentarias de 2021
- Elecciones parlamentarias de 2021 a diputado por el distrito 14 (Alhué, Buin, Calera de Tango, Curacaví, El Monte, Isla de Maipo, María Pinto, Melipilla, Padre Hurtado, Paine, Peñaflor, San Bernardo, San Pedro y Talagante)[8]